# Гудошников, Владимир Георгиевич
Владимир Георгиевич Гудошников (род. 1931 год, деревня Жерлей, Минусинский район, Красноярский край) — расточник Красноярского завода телевизоров Министерства радиопромышленности СССР. Герой Социалистического Труда (1974).

## Биография
Родился в 1931 году в семье учителя в деревне Жерлей Минусинского района. После обучения на курсах мотористов с 1948 года трудился на судах Енисейского пароходства. Участвовал в перегонке судов с Волги на Енисей через Северный морской путь. С 1951 по 1955 года проходил срочную службу в Советской Армии. После армии работал учеником слесаря, с 1968 года — расточником на Красноярском заводе телевизоров.
Добился высоких трудовых результатов. За высокое качество выпускаемой продукции получил личное клеймо. 17 декабря 1973 года представлен на соискание звания Героя Социалистического Труда решением № 76 заседания бюро Красноярского крайкома КПСС. Указом Президиума Верховного Совета СССР (с грифом «не подлежит опубликованию») от 16 января 1974 года «за выдающиеся успехи в выполнении и перевыполнении планов 1973 года и принятых социалистических обязательств» удостоен звания Героя Социалистического Труда с вручением ордена Ленина и золотой медали Серп и Молот.
Избирался депутатом Красноярского городского Совета народных депутатов.
После выхода на пенсию проживал в Красноярске.
Награды
- Герой Социалистического Труда
- Орден «Знак Почёта» (26.04.1971)